# سرخیو پابلوس
سرخیو پابلوس (اسپانیایی: Sergio Pablos‎) انیماتور، کارگردان و فیلم‌نامه‌نویس اسپانیایی است که حدود سه دهه حضور حرفه‌ای در زمینه انیمیشن دارد.
نظارت و کار در استودیوی انیمیشن دیزنی مثل تارزان، گوژپشت نتردام، هرکول و سیاره گنج و پایه‌گذار انیمیشن‌های من نفرت‌انگیز و پاکوچولو زبانزد بوده‌است. اخیراً او به‌عنوان طراح شخصیت، نویسنده و کارگردان نخستین انیمیشن سینمایی اورجینال شبکهٔ نتفلیکس به نام کلاوس کار کرده که نامزد دریافت چند جایزه از جمله اسکار، جایزه آنی و بفتا شده‌است.